# Castello Della Rovere (Vinovo)
Il castello Della Rovere è un palazzo rinascimentale cinquecentesco sito nel comune di Vinovo, della città metropolitana di Torino, in Piemonte. Proprietà del comune, è tuttora in uso.

## Storia e descrizione
Si tratta di un palazzo di stile rinascimentale eretto fra il 1480 ed il 1517 in sostituzione di un palazzotto di minori dimensioni adibito a fortezza difensiva. Esso fu costruito su disegno dell'architetto Baccio Pontelli e prospetta sull'attuale piazza Rey. Della sua costruzione, voluta dalla famiglia omonima, fu sponsor e finanziatore il cardinale Domenico della Rovere, originario di Vinovo. Recentemente restaurato, il castello contiene all'interno pregevoli stucchi e dipinti a grottesca della scuola del Pinturicchio e un bel chiostro con decorazioni in cotto. Con l'estinzione della famiglia Della Rovere, il castello passò nel 1692 alla corona sabauda e Carlo Emanuele II, assegnando il titolo di conte di Vinovo al figlio (illegittimo) che aveva avuto nel 1712 da Gabriella di Mesmes des Marolles, Francesco Agostino, gli diede in concessione anche il castello. 
Tuttavia la concessione del castello tornò alla corona nel 1732, visto che l'ultimo erede della famiglia Delle Lanze aveva scelto la carriera ecclesiastica (si trattava del futuro cardinale Carlo Vittorio Amedeo delle Lanze (1712 – 1784), figlio di Francesco Agostino e di Barbara Piossasco di Piobesi). In quell'anno il Re cedette il castello all'Ordine Mauriziano, che nel diciottesimo secolo lo ristrutturò, aggiungendo un piano alla struttura, che contava allora solo un piano oltre a quello terreno.

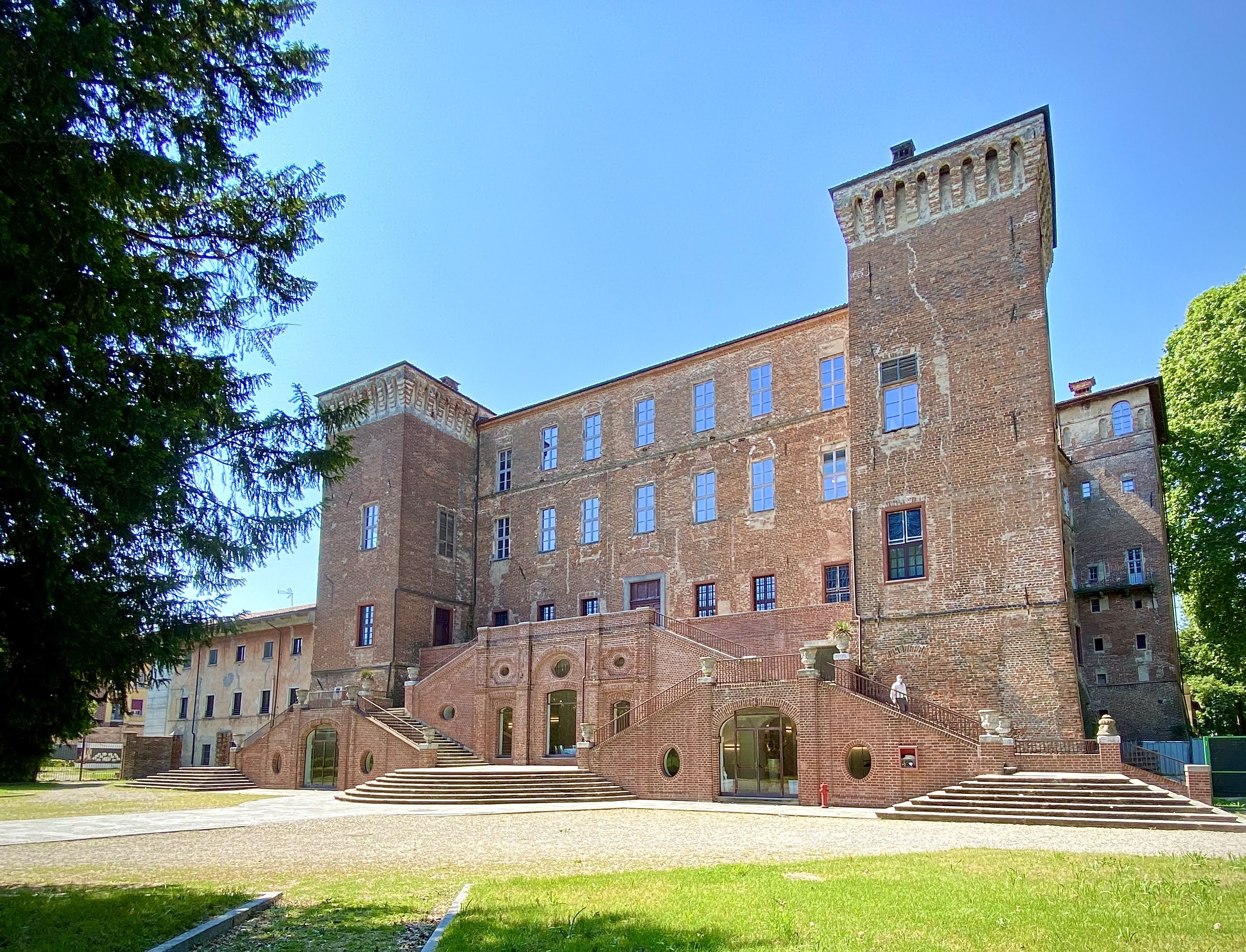
La facciata del Castello Della Rovere di Vinovo dal lato della corte

Dal 1775 prese avvio a Vinovo la produzione di maioliche e porcellane, a cui furono destinati i locali del castello e le sue adiacenze. La Regia Fabbrica delle Porcellane fu diretta in un primo tempo dal torinese Brodel, a cui si sostituì nel 1780 un altro torinese, il medico e chimico Vittorio Amedeo Gioanetti, che lavorava sotto la committenza dei Savoia: questo fu il periodo l'oro della porcellana vinovese, fino al 1800 quando, con l'arrivo dei francesi, la manifattura declinò. Gioanetti morì nel 1815; la sua fabbrica continuò a lavorare sino al 1820, diretta da un suo aiutante, Giovanni Lomello.
Dopo la morte del Gioanetti, fallito il tentativo di Giovanni Stoppini di continuarne l'attività, il castello fu venduto nel 1825 all'Università di Torino, che nel 1836 lo vendette a sua volta al comune di Torino, dal quale nel 1839 fu acquistato dai fratelli Giacomo e Luigi Rey, che v'impiantarono una fabbrica di tappeti.

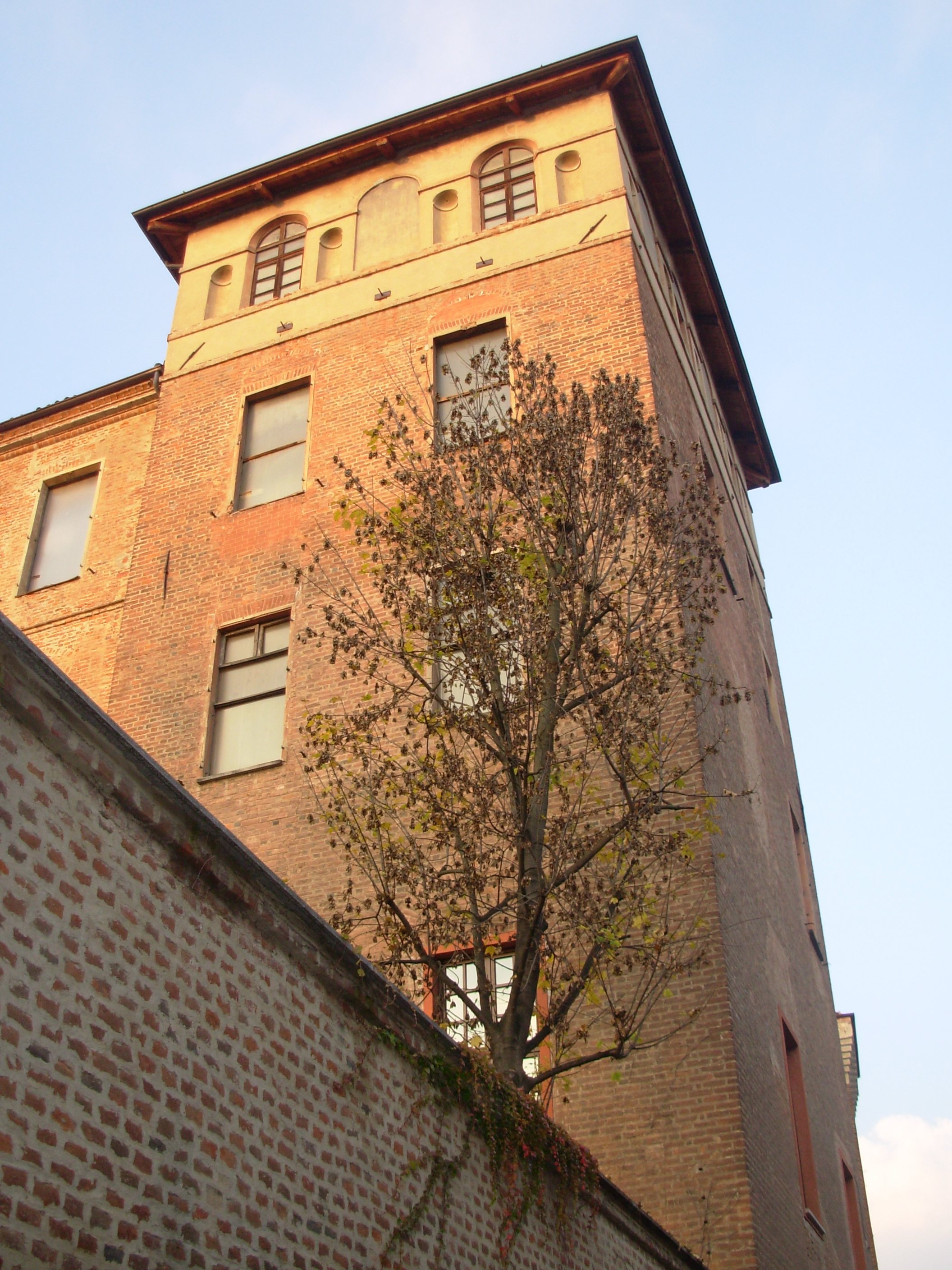
Una delle torri del castello

Durante il periodo in cui fu proprietà della famiglia Rey l'edificio venne profondamente trasformato, sia nel piani superiori, occupati dalla manifattura, sia nel piano nobile, dove venne restaurato il salone del lato nord, decorato dagli affreschi di Rodolfo Morgari e del nipote Luigi. I Rey abitarono il castello fino agli anni sessanta e nel 1973 l'edificio venne acquistato dal Comune di Vinovo. Dal 30 settembre 2006 è sede della biblioteca comunale e dal 2007 anche della St. John International University e dell'associazione Amici del castello di Vinovo. Nel 2011 iniziarono i primi problemi dell'Università con il Comune di Vinovo e con i propri dipendenti, per ritardi nel pagamento dell'affitto e degli stipendi. Nell'ottobre 2013 i lavoratori si dimisero poiché erano senza stipendio da 10 mesi e decisero di aprire una vertenza nei confronti dell'amministrazione dell'università. Nel dicembre 2014 il Sindaco Guerrini annunciò lo sfratto della St. John per accordi non rispettati, poiché l'università avrebbe dovuto ristrutturare il primo e il secondo piano, oltre a versare al comune un canone di 198.000 euro, mai corrisposto. L'università rispose con l'avvio di un ricorso legale poiché, secondo la St. John, il Comune di Vinovo avrebbe speso, nel corso degli anni, 1 milione e mezzo di euro in lavori non condivisi. Nel luglio del 2015 il tribunale di Torino dichiarò il fallimento dell'università, ritardando il rientro in possesso del maniero da parte del Comune. Dal 2016 il Castello è nuovamente nella piena disponibilità del Comune di Vinovo. Nel 2018 il Comune di Vinovo ha avviato un bando per l'assegnazione dei piani superiori ad attività legate ai servizi alle persone, il quale è stato vinto dalla Biesse Investiment Company srl. Il Piano Nobile e il parco, nonché il piano terra, sono destinati a rimanere in gestione esclusiva al Comune. Nel 2021 è iniziato il restauro del castello con un investimento di valore complessivo di circa 5 milioni di euro, che prevede la  sistemazione di tutte le facciate, dei muri del fabbricato di pertinenza e del muro di cinta.

## Immagini del castello

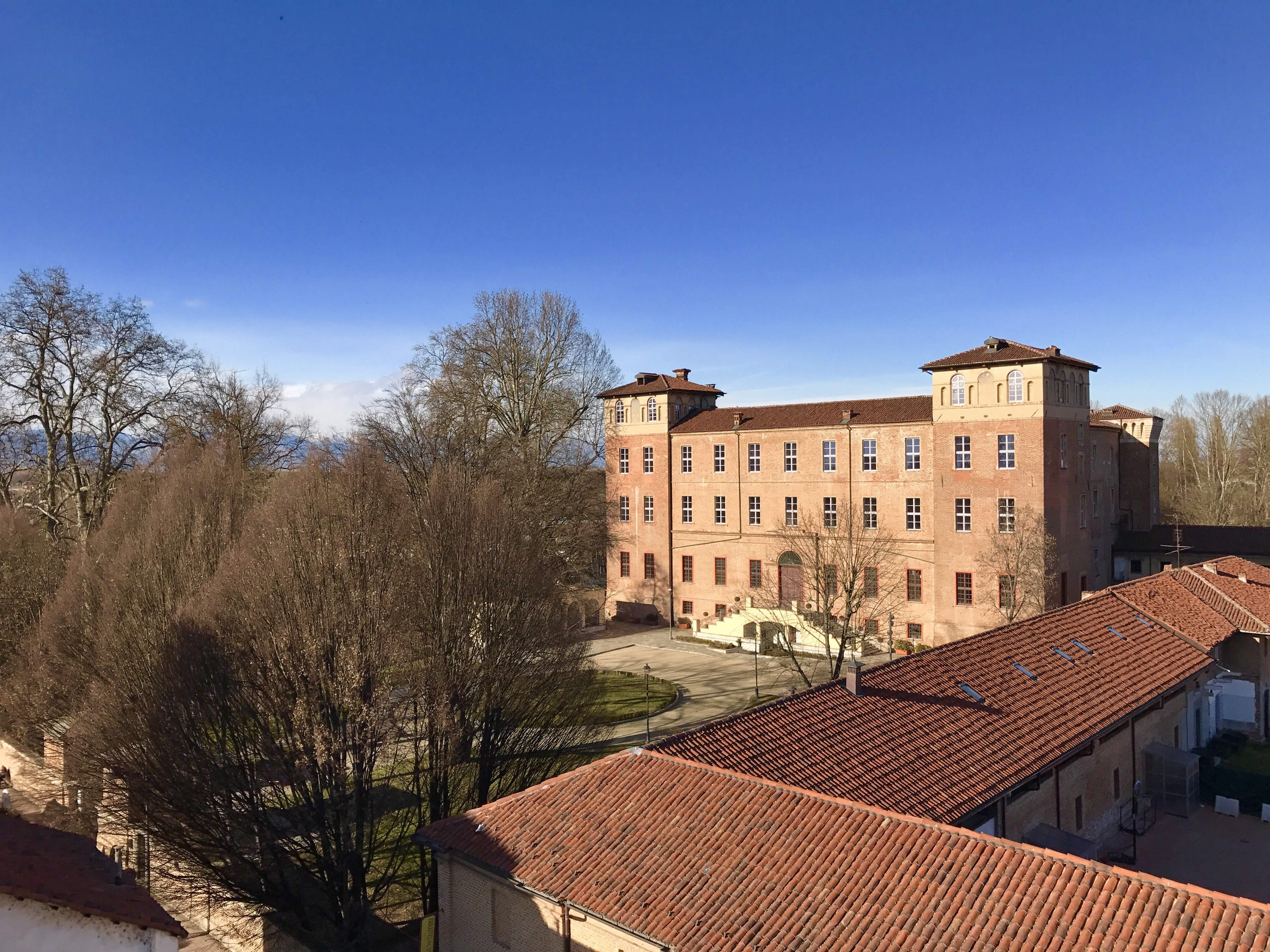
Il Castello della Rovere di Vinovo.
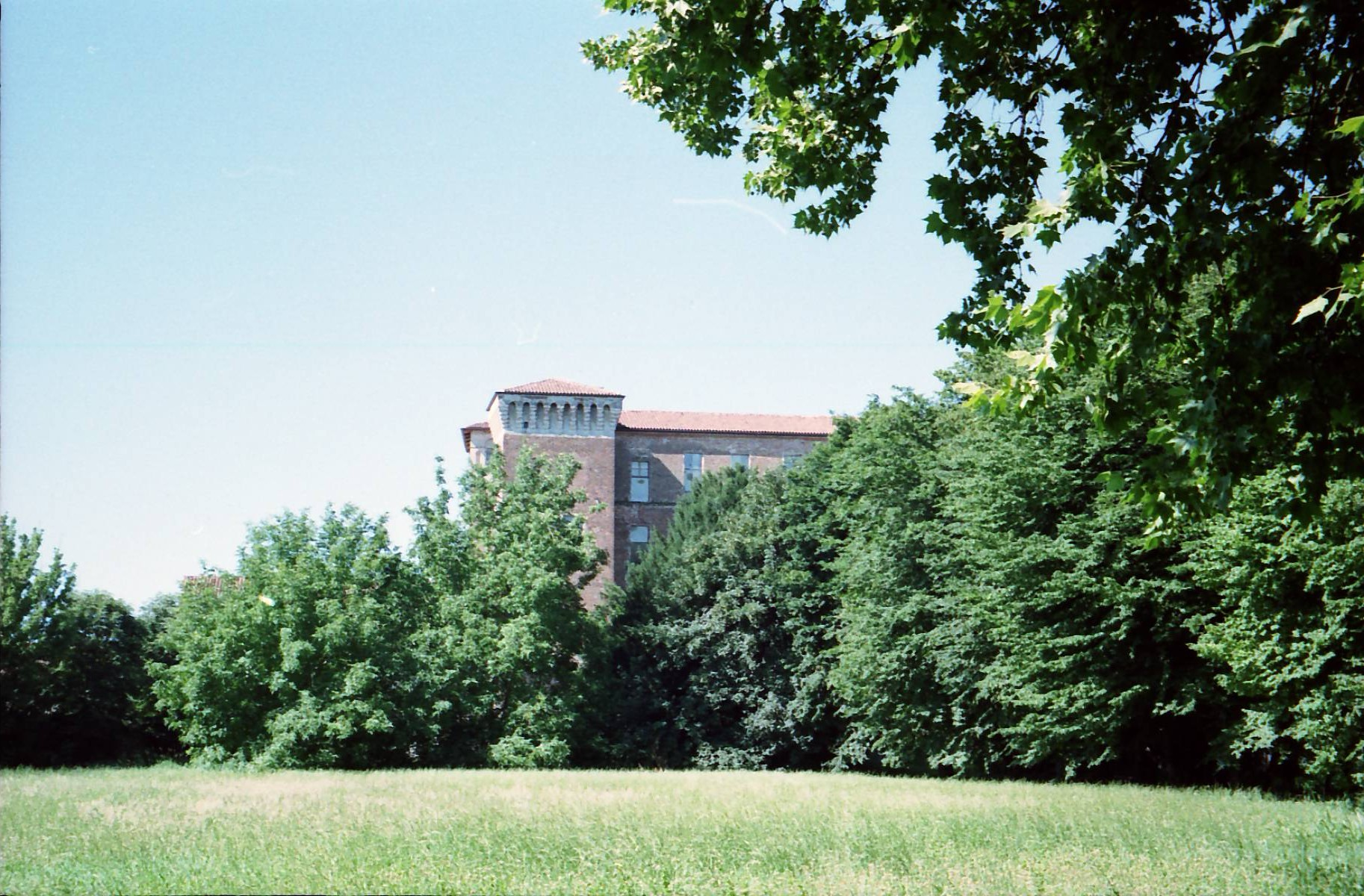
Lato nord
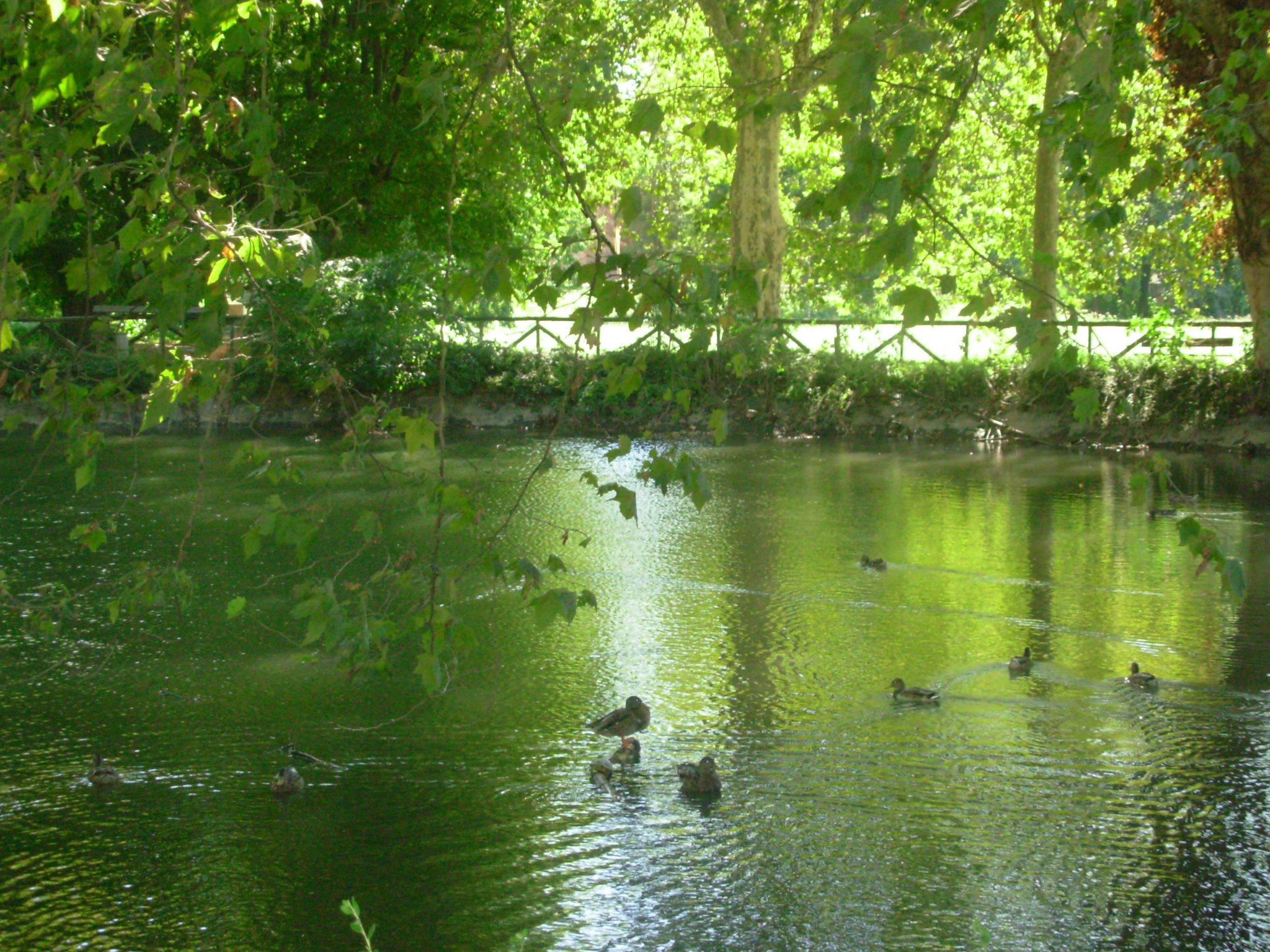
Il laghetto
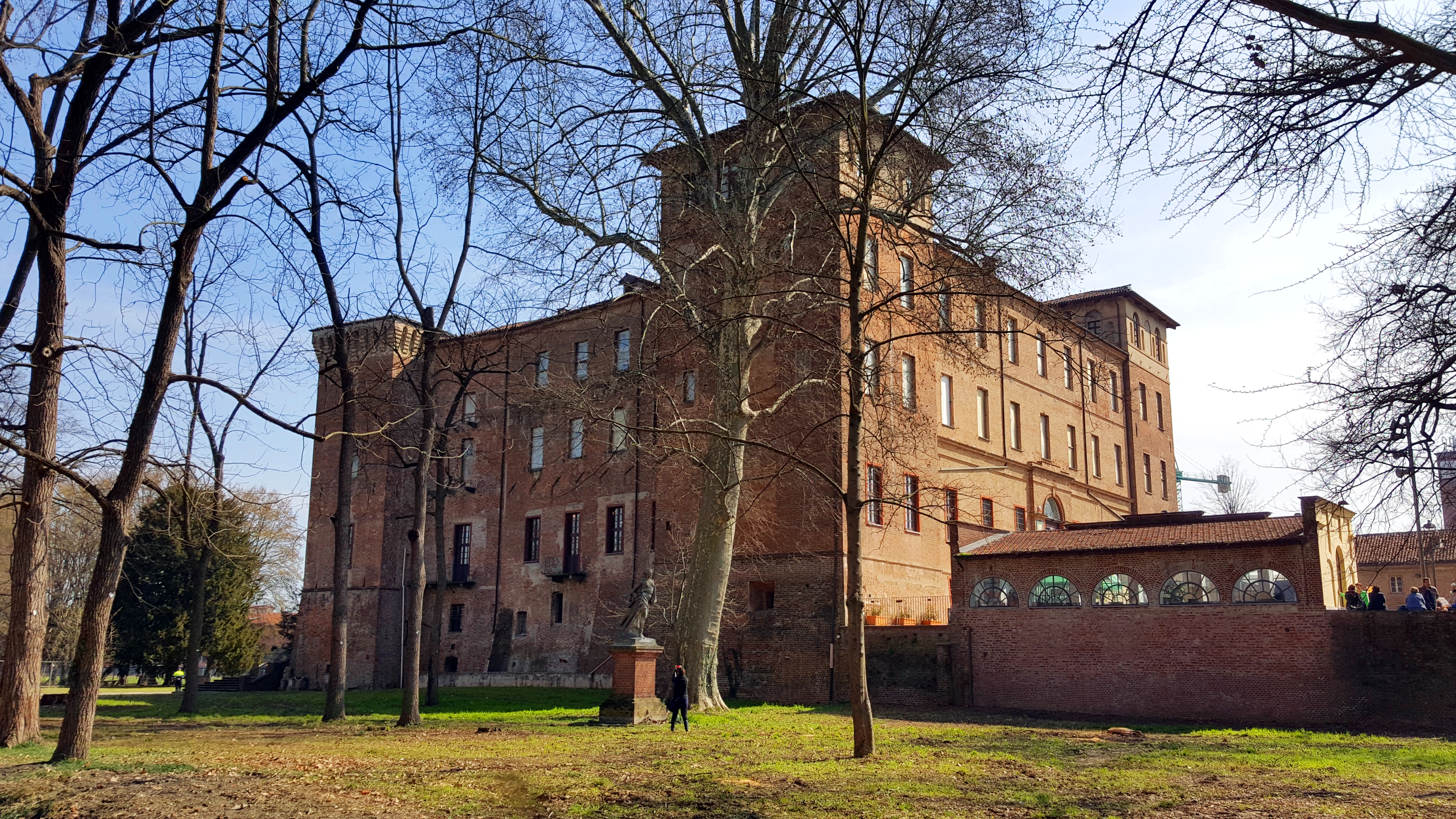
Vista dal parco